# Smaakzin
Smaakzin is het vermogen van een organisme om bepaalde chemische samenstellingen direct als smaken waar te nemen. Dit wordt wel het gustatief vermogen genoemd. Het is een van de vijf klassieke zintuigen van mensen en sommige diersoorten. Het orgaan waar de smaakreceptoren liggen, is de tong. Maar ook achter in de mondholte bevinden zich smaakreceptoren.

## Werking van het smaakzintuig
Bij mensen bestaat het smaakzintuig uit smaakpapillen op de tong en achter in de mondholte, die 'smaakknoppen' bevatten welke daarop aangetroffen chemische samenstellingen omzetten in actiepotentialen naar drie van de twaalf hersenzenuwen.
De zevende gezichtszenuw, de nervus facialis, draagt (via een aftakking, de chorda tympani) smaaksensaties van voorste twee derde van de tong, terwijl de nervus glossopharyngeus de smaaksensaties van het achterste één derde van de tong draagt. De nervus vagus ontvangt de smaaksensaties van de rug van de mondholte.
De informatie van de schedelzenuwen wordt verwerkt door het smaakcentrum in de hersenen (nucleus solitarius).

## Primaire smaken
Als algemene regel is de smaak een perceptie van de interactie van de fundamentele smaken van zoet, zuur, bitter, zout en umami.
De gevoeligheid van de voor de smaakwaarneming verantwoordelijke chemoreceptoren is vele malen geringer dan die van de chemoreceptoren in de neus. Hierbij moet wel aangetekend worden dat alcohol een van de weinige zuivere stoffen is die zowel een smaak- als een geursensatie veroorzaakt.
- Een zure smaak hangt samen met een hoge concentratie van waterstofionen.
- Zuivere zoutsmaak wordt slechts opgewekt door keukenzout (NaCl).
- Een zoete smaak kan worden opgeroepen door suikers, maar er is geen eenduidig verband tussen de mate van zoetheid en een specifieke chemische eigenschap.
- Ook voor de bittere smaak geldt dat er geen eenduidig verband is tussen smaak en een specifieke chemische eigenschap.
- Umami wordt veroorzaakt door aminozuren (met name mononatriumglutamaat, ve tsin), geeft een indruk van hartigheid en heeft een stimulerende invloed op de waarneming van andere smaken.
- Volgens sommige onderzoekers is vetsmaak de zesde smaak, hij wordt veroorzaakt door vetstoffen (organische verbindingen bestaande uit triglyceriden).[1]

Bij experimenteel onderzoek wordt gebruikgemaakt van azijn voor zuur, rietsuiker voor zoet, kinine voor bitter, keukenzout voor zout en mononatriumglutamaat voor umami. Alle smaken kunnen worden gemaakt door menging van deze primaire smaken, met uitzondering van de zeepsmaak waarvoor alkalische stoffen nodig zijn.

## Andere indrukken
De "hete" smaak van peper wordt veroorzaakt door invloed van de werkzame stof op de TRP-ionenkanalen van thermo- en chemoreceptoren. De werkzame stoffen zijn allylisothiocyanaat, capsaïcine, piperine en allicine. De stoffen werken via hetzelfde mechanisme ook op nocireceptoren.
Menthol werkt op thermoreceptoren in de mond en neusholte en geeft de indruk dat men door het proeven "koude" ervaart.
Naast de verbindingen waaruit het voedsel is samengesteld heeft ook de textuur ervan invloed op de smaakbeleving. Hier speelt de tastzin een rol.

## Geur
De vijf basissmaken vormen slechts een deel van de waargenomen smaak. Bij de mens speelt ook de reukzin een belangrijke rol in de smaaksensatie. Dit is heel goed te merken wanneer men met de neus dicht een sterk gekruid snoepje eet. Met de neus dicht is enkel een lichte zoete smaak waarneembaar. Zodra men de neus opent, kan er lucht vanuit de mond naar de neus stromen, waardoor er specifiekere smaken – die eigenlijk geuren zijn – zoals menthol, kaneel en specifieke vruchten waargenomen kunnen worden. Deze 'neussmaken' worden ook wel secundaire smaken genoemd.
Mensen die niet proeven hebben vaak anosmie: een gebrek aan reukzin of de onmogelijkheid te kunnen ruiken.